# Dušan Pagon
Dušan Pagon, slovenski matematik, * 18. julij 1955, Ljubljana.
Diplomiral je leta 1979 in doktoriral leta 1982 na MGU Lomonosov v Moskvi. V letih od 1983 do 1985 je delal na Inštitutu Jožef Stefan v Ljubljani, od leta 1985 pa kot docent (1986), izredni profesor (1990) in redni profesor (2005) za matematiko na Oddelku za matematiko in računalništvo Pedagoške fakultete oziroma Fakultete za naravoslovje in matematiko Univerze v Mariboru.
Njegova raziskovalna področja so algebra, geometrija in simbolni račun. Kot gostujoči profesor je pol leta predaval na Moskovski državni univerzi M. V. Lomonosov (2000). Rezultate svojih raziskav je strnil v treh monografijah, jih predstavil na več kot 30 mednarodnih znanstvenih srečanjih ter jih objavil v različnih znanstvenih in strokovnih revijah.

## Osebna bibliografija - 1.01 Izvirni znanstveni članki
1. PAGON, Dušan. O deformacijah nil´potentnyh graduirovannyh algebr Li. Vestn. Mosk. univ., Ser. 1 Mat. meh., 1981, 4, str. 50-54.
2. PAGON, Dušan. Graduirovannye deformacii počti svobodnyh algebr Li. Vestn. Mosk. univ., Ser. 1 Mat. meh., 1982, 5, str. 66-70.
3. PAGON, Dušan. On cohomologies of coinduced modules of modular Lie algebras. Znan. rev., Naravosl. mat., 1990, let. 2, št. 1, str. 103-109.
4. BAKHTURIN, J., PAGON, Dušan. Cohomologies of Certain Lie-Algebras with an Abelian Ideal. Russ. Math. Surv., 48 (1993), 3 ; str. 181-217.
5. PAGON, Dušan. Kogomologii nekotoryh algebr Li s abelevym idealom. Uspehi mat. nauk, 48 (1993), 3(291) ; str. 183-184.
6. BAHTURIN, Yuri, PAGON, Dušan, PAGON, Dušan, ZAICEV, M. Rigidity of free algebras in varieties of Lie algebras. Commun. Algebra, 1996, vol. 24, no. 12, str. 3719-3724.
7. PAGON, Dušan. Performing operations with matrices on spreadsheets. Math. teac4., 1998, 91, št. 4, str. 338-341.
8. PAGON, Dušan, ZEITLER, Herbert. Polar lines and tangents. Mitt. Math. Ges. Hamb., 1998, let. 17, str. 127-141.
9. KOSI-ULBL, Irena, PAGON, Dušan. The n-simplex and its generalizations towards fractals. Int. J. Math. Educ. Sci. Technol., 2002, vol. 33, no. 3, str. 393-404, ilustr.
10. PAGON, Dušan. Self-similar planar fractals based on branching trees and bushes. Prog. theor. phys., Suppl., 2003, no. 150, str. 176-187, ilustr.